# Gistel
Gistel – miasto w północno-zachodniej Belgii, w Regionie Flamandzkim, w prowincji Flandria Zachodnia, w okręgu Ostenda. Liczy 12 244 mieszkańców (1 stycznia 2024).

## Podział administracyjny
W skład miasta wchodzą trzy dzielnice (deelgemeente):
- Moere
- Snaaskerke
- Zevekote

## Współpraca
Miejscowość partnerska:
- Büdingen, Niemcy